# Карцовник, Вячеслав Григорьевич
Вячеслав Григорьевич Карцовник (9 марта 1954, Бердянск — 14 марта 2010, Гамбург) — российский музыковед и литератор.

## Биография
Отец — Григорий Николаевич Ларионов, военнослужащий; мать — Эстер Бенционовна Карцовник (1915, Одесса — 1978, Бердянск), историк, кандидат исторических наук, доцент кафедры марксизма-ленинизма Бердянского педагогического института. Окончил Ленинградскую консерваторию (1980, ученик Т. С. Бершадской; учился также у П. А. Вульфиуса, Г. Т. Филенко, С. Н. Богоявленского, М. Л. Мазо, Е. А. Ручьевской) и аспирантуру Российского института истории искусств, в котором работал с 1983 по 2000 гг.; кандидат искусствоведения. С юных лет увлекался старинной музыкой, играл в студенческом ансамбле старинной музыки «Res facta», являясь его соруководителем (вместе с  Андреем Борейко). Автор названий петербургских ансамблей старинной музыки «Ars consoni» и «Musica Petropolitana».
С середины 1970-х гг. В. Карцовника связывала дружба с молодыми композиторами его поколения: Леонидом Десятниковым, Виктором Копытько, Юрием Красавиным (позже к ним присоединился Евгений Ройтман). Это способствовало появлению ряда собственных музыкальных произведений В. Карцовника, таких как «Dharma Image» для фортепиано, «Зимняя Музыка» для подготовленного рояля, «Tenoris» для камерного ансамбля. Судя по всему, ни одна из этих партитур не сохранилась, за исключением «Песенок Боконона», маленького спектакля для двух исполнителей на стихи Курта Воннегута из романа «Колыбель для кошки» в переводе Риты Райт-Ковалёвой (1975, посвящается Виктору Копытько).
Карцовник — один из ведущих российских специалистов в области средневековой музыки и музыкальной науки западной Европы. Занимался проблемами старинной нотации, григорианского хорала (особое внимание уделял проблеме литургических тропов), древнейшими памятниками европейской инструментальной музыки, другими жанрами и формами музыкального Средневековья. В 1980—1999 годах обнаружил ряд рукописных памятников средневековой музыки и музыкальной теории в библиотеках и архивах Санкт-Петербурга, в том числе неизвестную рукопись трактата «Микролог» Гвидо Аретинского (опубликовал её в оригинале и сделал русский перевод).
В 2000-е годы — старший научный сотрудник Отдела рукописей Библиотеки Гамбургского университета, вёл долгосрочный проект по изучению музыкальной жизни Любека в XII—XV вв. В 2006 г. осуществил стихотворный перевод оперы И. Маттезона «Борис Годунов» (нем. Boris Goudenow; 1710). Переводил сочинения немецких философов и богословов, в частности, Х. У. фон Бальтазара. Автор работ о поэзии А. С. Пушкина и её связях с христианской культурой.
Составитель научных сборников серии «Проблемы музыкознания», издававшейся Ленинградским государственным институтом театра, музыки и кинематографии: «Музыкальная культура средневековья. Теория. Практика. Традиция» (Л., 1988; предисловие Д. С. Лихачёва), «Традиция в истории музыкальной культуры. Античность. Средневековье. Новое время» (Л., 1989), «Музыка. Язык. Традиция» (Л., 1990). Составил фундаментальный каталог немецких музыкальных рукописей в фонде Российской национальной библиотеки (нем. Handschriften aus deutschen Sammlungen in der Russischen Nationalbibliothek Sankt Petersburg. Musikmanuskripte und Musikdrucke des 17.-20. Jahrhunderts (Signaturgruppe "Fond 956, opis´ 2"; Берлин, 2004, при участии Н. А. Рязановой). В 1999-2010 гг. автор и рецензент статей по тематике западного церковно-певческого искусства в русской «Православной энциклопедии». Его статья «Григорианское пение» — лучшая (и наиболее подробная) энциклопедическая публикация на эту тему на русском языке.

## Сочинения
- Hymnologica I. Тропы входных антифонов в истории западноевропейского средневекового хорала // Музыкальная культура средневековья. Теория. Практика. Традиция. Ленинград, 1988, сс. 24-50.
- Institutiones grammaticae and Mensura monachordi: a new source of Guido d'Arezzo's Micrologus // Musica disciplina, vol. 42 (1988), pp. 7–22.
- «Я не верю в музыкальную науку без источниковедения…»: Интервью с В. Г. Карцовником. // «Старинная музыка», 2004, № 1-2.
- «Легкое бремя»: Отзвук литургической поэзии в романе А. С. Пушкина «Евгений Онегин» // Временник Пушкинской комиссии. СПб., 2004. Т. 29. С. 212—217.
- Палеография и семиология (К изучению ранних систем музыкальной письменности) // Музыкальная коммуникация: Сб. научных трудов. — СПб., 1996. — С. 260—275. (Серия «Проблемы музыкознания». Вып. 8.)
- Владимир Великий, Брунон Кверфуртский и григорианское пение в Киевской Руси // «Старинная музыка», 2003, № 1.
- Король-флейтист и другие: Архив Фридриха II открыт в Петербурге // Газета, № 199, 20.10.2005.
- «Песенки Боконона», маленький спектакль для двух исполнителей на стихи Курта Воннегута из романа «Колыбель для кошки» в переводе Риты Райт-Ковалёвой (1975, посвящается Виктору Копытько).